# Anthocerotaceae
Anthocerotaceae, biljna porodica iz razreda Anthocerotopsida koja se sastoji od pet rodova i čini samostalni red Anthocerotales. Ime porodice i reda dolazi po rodu Anthoceros a pripada mu 88 priznatih vrsta.

## Rodovi
1. Anthoceros L.
2. Aspiromitus Steph.
3. Carpoceros Dumort.
4. Folioceros D.C. Bhardwaj
5. Sphaerosporoceros Hässel